# Somers (condado de Tolland)
Somers es un lugar designado por el censo ubicado en el condado de Tolland en el estado estadounidense de Connecticut. En el año 2010 tenía una población de 1,789 habitantes.

## Geografía
Somers se encuentra ubicado en las coordenadas 41°59′27″N 72°26′35″O / 41.99083, -72.44306.